# Boltzmann-Universum
Das Boltzmann-Universum (benannt nach dem Physiker Ludwig Boltzmann) ist in der Kosmologie eine von mehreren Hypothesen, wie die Entwicklung des Universums verlaufen sein könnte. Sie diente Boltzmann als  Versuch, die Ergebnisse der Thermodynamik, insbesondere die Irreversibilität des Zeitpfeils, mittels statistischer Mechanik zu erklären. Das Boltzmann-Universum ist dadurch definiert, dass es sich aus einem anfänglich vollkommen homogenen Zustand maximaler Entropie, also im thermodynamischen Gleichgewicht mit einem Wärmebad, durch Fluktuationen entwickelt hat. Unter Annahme der Ergodenhypothese, einer unendlich langen Lebensdauer und eines kompakten Phasenraum durchläuft dieses Universum also für fast jeden Anfangszustand Fluktuationen, die den Zustand des Universums beliebig nah an jeden Punkt im Phasenraum bewegen.
Es stellt sich heraus (siehe Abschnitt Kritik), dass sich die Hypothese des Boltzmann-Universum nicht eignet, um die beobachtete Irreversibilität des Zeitpfeils zu erklären. Eine alternative Hypothese von Boltzmann, die Vergangenheits-Hypothese, nach welcher sich das Universum anfänglich in einem Zustand besonders tiefer Entropie befand, wurde unter anderem von Richard Feynman und Roger Penrose diskutiert, und dient heute als Anwärter für das Postulat, welches den empirisch beobachteten Zeitpfeil mit der Reversibilität der statistischen Mechanik versöhnt.

## Beschreibung

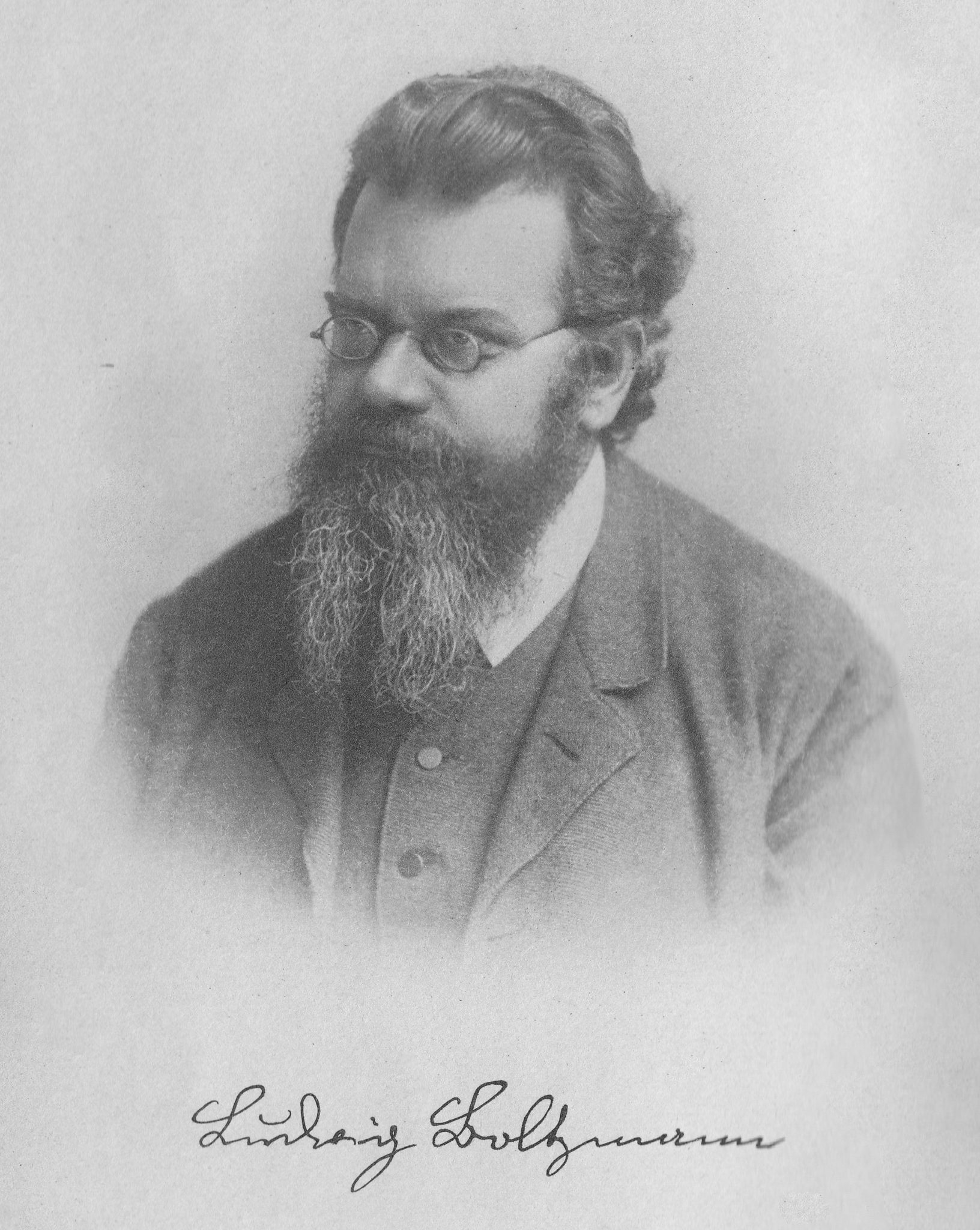
Ludwig Boltzmann, Namensgeber des Boltzmann-Universums (1902)

Das Boltzmann-Universum ist nach Ludwig Boltzmann benannt, der sich mit der Frage beschäftigt hat, wie das Universum sich zum gegenwärtigen strukturierten Zustand mit entsprechend geringer Entropie hin entwickeln konnte, wenn gemäß dem zweiten Hauptsatzes der Thermodynamik die Entropie nicht abnehmen kann.
Boltzmann  schlug mehrere Hypothesen vor, um diesen vermeintlichen Widerspruch zwischen der gemäß des zweiten Hauptsatzes der Thermodynamik kontinuierlich ansteigen Entropie und der Beobachtung, in einem Universum mit offensichtlich geringer Entropie zu leben, aufzulösen. Eine von ihm vorgeschlagene Lösung ist das Postulat einer Anfangsbedingung des Universums mit maximaler Entropie. Da die mikroskopischen Gesetze der Mechanik symmetrisch bezüglich der Zeit sind, ist ein Übergang von einem Zustand hoher Entropie zu einem geringerer Entropie nicht verboten, sondern lediglich sehr viel unwahrscheinlicher als umgekehrt. Postuliert man eine unendlich lange Lebensdauer für das  Universum, so gäbe es unter Annahme der Ergodenhypothese zwangsläufig Zustände geringerer Entropie, insbesondere auch solche Zustände, in denen ein intelligentes Gehirn (wie das seine) über die Entwicklung des Universums nachdenken würde. Insofern sei es, in Anlehnung an das anthropische Prinzip, kein Widerspruch, dass in einem solchen Universum Betrachter der kosmologischen Entwicklung ein strukturiertes Universum geringer Entropie vorfinden.
Es stellt sich heraus (siehe Abschnitt Kritik), dass dieser Vorschlag Boltzmann‘s zwar die Existenz intelligenter Beobachter erklären kann, nicht aber, wieso sich diese in einer Umgebung mit tiefer Entropie befinden. Denn auch unter der Ergodenhypothese sind Fluktuationen des thermodynamischen Gleichgewichts mit geringer Entropie-Reduktion sehr viel häufiger als solche mit hoher Entropie-Reduktion.  Die alternative Hypothese von Boltzmann, nämlich dass das Universum in einem Zustand besonders tiefer Entropie startete, gilt daher als Anwärter für das Postulat, welches die Irreversibilität der Thermodynamik mit der Reversibilität der klassischen Mechanik versöhnt.

## Kritik
Ein Argument gegen diese Hypothese stellt das Konzept des Boltzmann-Gehirns dar. Es entwickelt sich durch eine konsequente Anwendung der boltzmannschen Argumentation bis hin zur reductio ad absurdum, in der festgestellt wird, dass die Wahrscheinlichkeit für ein intelligentes Gehirn, das in ein strukturiertes Universum eingebettet ist, sehr viel geringer sei als die Wahrscheinlichkeit für ein isoliertes intelligentes Gehirn in einem homogenen Wärmebad.